# Pohorelské vrchovisko
Pohorelské vrchovisko este o arie protejată (arie specială de conservare — SAC, sit de importanță comunitară — SCI) din Slovacia întinsă pe o suprafață de 20,04 ha, integral pe uscat.

## Localizare
Centrul sitului Pohorelské vrchovisko este situat la coordonatele 48°51′03″N 20°01′23″E / 48.850833°N 20.023056°E.

## Înființare
Situl Pohorelské vrchovisko a fost declarat sit de importanță comunitară în aprilie 2004 pentru a proteja 1 specie de plante și 8 specii de animale. Situl a fost protejat și ca arie specială de conservare în martie 2004.

## Biodiversitate
Situată în ecoregiunea alpină, aria protejată conține 2 habitate naturale: Mlaștini împădurite, Mlaștini turboase de tranziție și turbării mișcătoare.
La baza desemnării sitului se află mai multe specii protejate:
- plante (1): Hamatocaulis vernicosus
- păsări (1): becațină mică (Lymnocryptes minimus)
- amfibieni (1): izvoraș-cu-burta-galbenă (Bombina variegata)
- mamifere (5): liliac cârn (Barbastella barbastellus), vidră de râu (Lutra lutra), liliac cu urechi mari (Myotis bechsteinii), liliac comun (Myotis myotis), liliacul mic cu potcoavă (Rhinolophus hipposideros)
- nevertebrate (1): Carabus variolosus

Pe lângă speciile protejate, pe teritoriul sitului au mai fost identificate 8 specii de plante, 2 specii de amfibieni, 5 specii de mamifere, 2 specii de reptile.